# Zawadówka (obwód tarnopolski)
Zawadówka (ukr. Завадівка) – wieś na Ukrainie w obwodzie tarnopolskim, w rejonie czortkowskim. 
Do 2020 w rejonie monasterzyskim.
W skład wsi Zawadówka wchodzi dawniej samodzielna wieś Huta Stara.
W II Rzeczypospolitej wieś w powiecie podhajeckim województwa tarnopolskiego.
W latach 1941–1944 nacjonaliści ukraińscy z OUN-UPA zamordowali tutaj 67 Polaków.
W czasie okupacji niemieckiej mieszkające w Zawadówce polskie małżeństwo, Władysław i Maria Dydynowie, ukrywało Żydów, za co w 1994 roku Instytut Jad Waszem uhonorował je tytułami Sprawiedliwych wśród Narodów Świata.